# Die Dreigroschenoper (musical)
Die Dreigroschenoper (A Ópera dos Três Vinténs em alemão) é uma revolucionária peça de teatro musical do dramaturgo alemão Bertolt Brecht com música do compositor Kurt Weill. Estreou em 31 de agosto de 1928 no Theater am Schiffbauerdamm, em Berlim. A peça é uma adaptação da ópera musical The Beggar's Opera, de John Gay, e inspirou Ópera do Malandro, filme dirigido por Ruy Guerra, e peça, com música de Chico Buarque.

## Título
A palavra "Groschen" em alemão designa uma variedade de moedas de "pouco" valor, expressão utilizada por mendigos ao pedirem esmolas, traduzida ao português como vintém. A peça inicia com a seguinte justificativa para o título:
 "Vocês ouvirão agora uma ópera. Porque ela foi planejada de forma tão pomposa, como só um mendigo poderia sonhar, e porque ela deveria ser tão barata, que até os mendigos possam pagar, ela se chama A Ópera dos Três Vinténs".

## Personagens e atores
| Personagem | Tipo de voz     | Atores da estréia |
| --- | --------------- | ----------------- |
| Macheath ("Mackie Messer"/"Mack the Knife") O mais notório crimonoso de Londres                                                 | tenor/ baritono | Harald Paulsen    |
| Jonathan Jeremiah Peachum - The "Beggar's Friend". O chefe dos mendigos em Londres, ele conspirou para que Mack fosse enforcado | baritono        | Erich Ponto       |
| Celia Peachum fudabosque - Esposa de Peachum, que o ajuda em seu trabalho                                                       | mezzo-Soprano   | Rosa Valetti      |
| Polly Peachum - A filha de Peachums. Concorda em casar-se com Macheath apenas cinco dias após conhece-lo.                       | soprano         | Roma Bahn         |
| Jackie "Tiger" Brown - Chefe da polícia de Londres e melhor amigo de Mack no tempos de exército                                 | baritono        | Kurt Gerron       |
| Lucy Brown - Filha de Tiger Brown.                                                                                              | soprano         | Kate Kühl         |
| Jenny - Uma prostituta que teve um romance com Mack no passado                                                                  | mezzo-soprano   | Lotte Lenya       |
| The Street Singer, Canta 'The Ballad of Mack the Knife' na cena de abertura                                                     | baritono        | Kurt Gerron       |